# Francesco Molin
Francesco Da Molin (Venecija, 1575. – Venecija, 1654.) bio je 99 mletački dužd koji je vladao od 1646. do svoje smrti.

## Biografija
Francesco je prije nego što je izabran za dužda obavljao brojne važne poslove u mletačkoj vojsci, između ostalog bio je providur po brojnim lukama, zatim i Prokurator Bazilike sv. Marka i na kraju admiral (capitano generale da mar) mornarice.
Upravo za njegove vladavine, ukinuta je krunidba duždeve žene, i uvedena su neka ograničenja za samog dužda, tako on više nije smio napuštati Veneciju bez posebnog dopuštenja.
Tijekom njegove vladavine bjesnio je Kandijski rat (1645.–- 1669.) s Osmanlijama na Kreti, istovremeno je Mletačka Republika proširila svoje posjede po Dalmaciji.

## Vanjske poveznice
- Molìn, Francesco na portalu Treccani (tal.)